# Económica (Aristóteles)
La Económica (griego: Οἰκονομικά; latín: Oeconomica) es una obra atribuida a Aristóteles. La mayoría de los eruditos modernos lo atribuyen a un estudiante de Aristóteles o de su sucesor Teofrasto.

## Introducción
El título de esta obra significa "administración familiar" y se deriva de la palabra griega, οἶκος, oikos, que significa "casa / hogar". El término incluye el financiamiento de los hogares tal como se lo conoce hoy en día y también define los roles que deberían tener los miembros del hogar. En un sentido amplio, el hogar es el comienzo de la economía en su conjunto. Las actividades naturales y cotidianas de mantener una casa son esenciales para los comienzos de la economía. Desde la agricultura, la limpieza y la cocina hasta la contratación de trabajadores y la custodia de su propiedad, el hogar puede ofrecer un modelo para una comprensión moderna de la sociedad. Los dos libros que componen este tratado exploran el significado de la economía al tiempo que muestran que tiene muchos aspectos diferentes.

## Libro I
El libro I es un tratado que se basa en el libro I de la Política y en el Oeconomicus de Jenofonte, probablemente escrito por Teofrasto o por algún otro peripatético.
Se divide en seis capítulos que comienzan a definir la economía. El texto comienza describiendo que la economía y la política difieren de dos maneras principales: Una en los temas con los que tratan, y la otra, la cantidad de gobernantes involucrados. Al igual que el dueño de una casa, solo hay una regla en una economía, mientras que la política involucra a muchos gobernantes. Los practicantes de ambas ciencias están tratando de hacer el mejor uso de lo que tienen para prosperar.

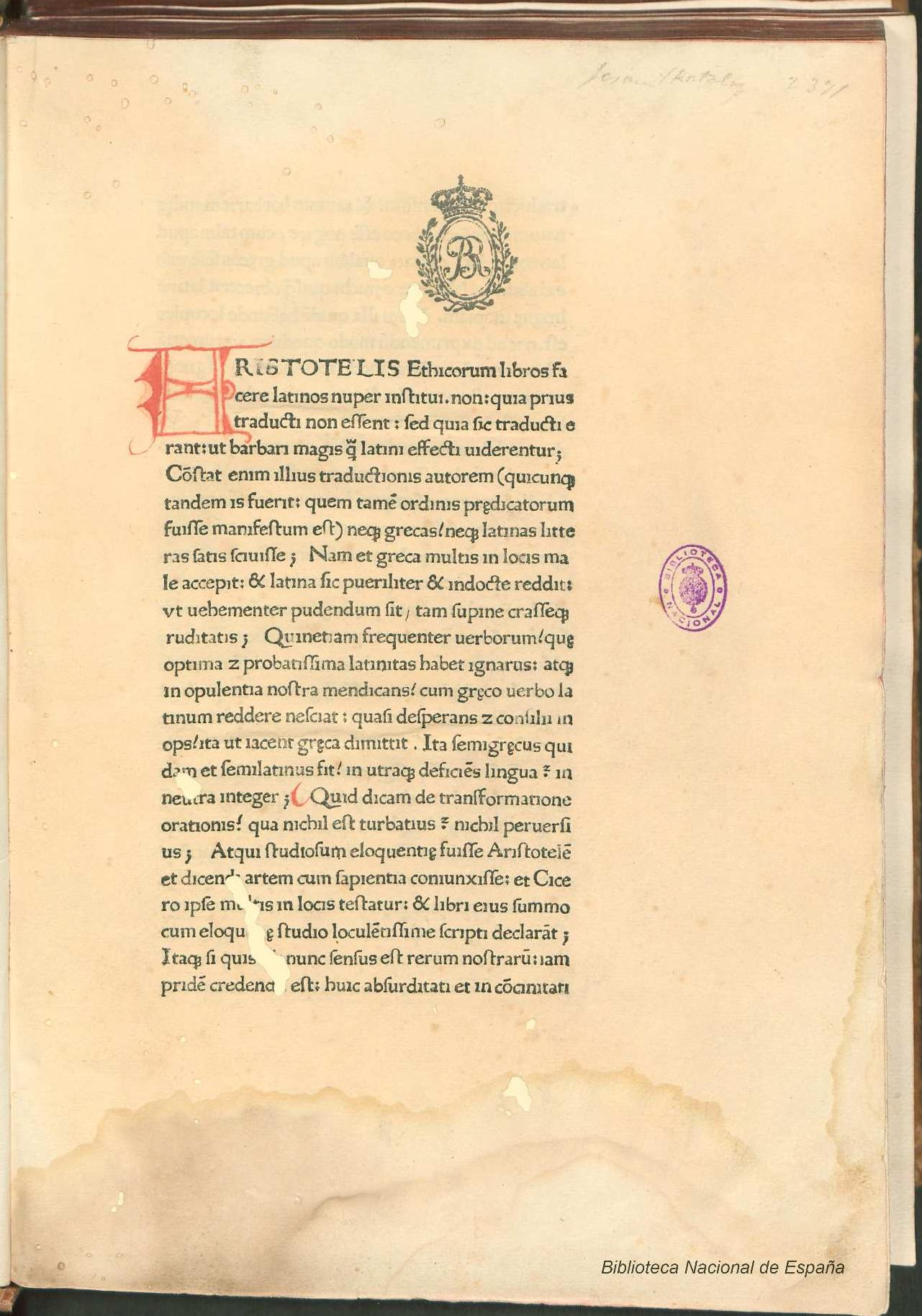
Traducción de tres obras aristotélicas (Ética a Nicomaco, Política y Oeconomica) por Leonardo Bruni de Arezzo.

Un hogar está formado por un hombre y su propiedad. Luego, la agricultura es la forma más natural de buen uso para esta propiedad. El hombre debería encontrar una esposa. Los niños deben venir después porque podrán cuidar de la casa a medida que el hombre envejece. Estos son la cuestiones que ocupa la economía.
Los deberes de una esposa son el siguiente tema importante. Una esposa debe ser tratada respetuosamente por su esposo, y ella lo ayudará teniendo hijos. Un hombre tiene que ser modesto en los encuentros sexuales con su esposa y no insistir en las experiencias sexuales. La esposa debe nutrirse y atender los aspectos más tranquilos del hogar. Sus deberes deben centrarse en mantener la parte interna de la casa. El hombre debería habérsele inculcado la creencia de que nunca debería abusar de su esposa.
Luego, el hombre involucrado en la agricultura necesitará esclavos para ayudarlo a realizar sus deberes. Un esclavo debería recibir comida para su trabajo, pero debe ser disciplinado. Es deber de un hombre supervisar cada aspecto de su tierra, ya que le pertenece. La calidad de su tierra nunca debe dejarse en manos de otros, porque las personas no respetan las propiedades de un hombre como él mismo. Como un verdadero economista, un hombre necesita traer cualidades a la posesión de la riqueza. La adquisición de la tierra y su custodia son clave. El uso inteligente da como resultado productos que se pueden vender, lo que aumenta la riqueza.
El libro I, entonces, es una introducción que muestra la formación básica de una economía. A medida que cada hombre realiza estas tareas, un sistema implicará la compra y venta de propiedades y un estilo de vida floreciente que respalda una civilización. Con estas pautas básicas, el hombre puede acumular riqueza y estimular una forma de economía.

## Libro II
El segundo libro es una compilación de casos históricos que ilustra diferentes sistemas financieros. Data probablemente de alrededor del año 300 a. C.
El libro II comienza con la idea de que hay cuatro tipos diferentes de economías. Estas son la Economía Real, la Economía Sátrapa, la Economía Política y la Economía Personal. Quien tenga la intención de participar con éxito y apoyo en una economía necesita conocer cada característica de la parte de la economía en la que está involucrado.
| Economía                                                                               | Especialidades | Información |
| -------------------------------------------------------------------------------------- | --- | --- |
| Economía Real: La más simple y más importante -Consiste en el rey                      | Moneda, importaciones, exportaciones, gastos.                                                                                       | La alta dirección del rey para decidir el valor de la moneda, las ventajas de los mercados y otras mercancías.                                            |
| Economía Sátrapa: el medio entre las economías -Involucra el gobernador provincial     | Seis tipos de ingresos: de la tierra, de productos peculiares, de mercancías, de impuestos, de ganado, de todos los demás recursos. | - Los funcionarios del gobierno trabajan con los funcionarios reales. - La fuente más importante de ingresos: tierra, recursos escasos, mercancías.       |
| Economía política: Más variado y más fácil - "La economía de la ciudad"                | - La verdadera economía de la ciudad. -Economía en un nivel más pequeño.                                                            | - Las fuentes de ingresos involucran mercancía, recursos escasos e impuestos.                                                                             |
| Economía personal: menos importante, bastante variado . - Practicado por el individuo. | - La menos importante porque el ingreso y el intercambio de dinero son pequeños.                                                    | - Los ingresos consisten en terrenos, propiedades e inversiones. - Oportunidades muy diversas que establecen el flujo de dinero, sin objetivo específico. |

Todas las economías tienen un principio en común. No importa lo que se haga, los gastos no pueden exceder el ingreso. Esto se da como un tema importante, fundamental para la noción de "economía". El resto del segundo libro relaciona eventos históricos que crearon formas importantes en las que las economías comenzaron a funcionar de manera más eficiente y dan los orígenes de ciertos términos todavía en uso en la actualidad. El tema principal es el flujo de dinero a través de cualquier economía y eventos particulares. La guerra, y más específicamente la protección general de los países, dio lugar a muchas formas de préstamos, deuda, aumento de impuestos e inversiones complejas. La guerra exigió un aumento de dinero para cubrir los gastos. Entonces, lugares como Atenas necesitaban pedir prestado dinero de otros lugares o recibir hombres (mercenarios) a través de arreglos financieros específicos. Otros eventos como pagar por la exploración del mar y la educación también aumentaron los diferentes tipos de intercambio de dinero, estimulando aún más las economías. En resumen, el tratado proporciona una visión de las prácticas económicas griegas del siglo cuarto desde los niveles generales, hasta los diversos niveles particulares. Observar esto todavía puede ser relevante hoy.

## Libro III
El libro III, que no existe más que en traducción latina, se confunde quizá con las Leyes del marido y la mujer mencionadas en el catálogo de Hesiquio, pero no es de Aristóteles. Se la considera como la obra de un peripatético entre el 250 y el 30 a. C., y en parte, de un estoico entre el 100 y el 400 d. C. El tercer libro solo se conoce de versiones latinas del griego original y trata de la relación entre marido y mujer.